# Лестница (компьютерная игра)
«Лестница» — аркадная компьютерная игра, написанная на ассемблере для платформы CP/M в 1983 году .
Игра была создана для 8-битных чёрно-белых компьютеров с псевдографикой.
Основной задачей было уворачиваться от камней и собирать сокровища, поднимаясь по лестницам всё выше и выше. Ловушки в виде дыр в полу делали игру ещё сложнее и опасней.
Тем, кто владел Ассемблером, было легко модернизировать стандартные уровни игры или создавать свои более интересные.
Общий вид игры был примерно такой:

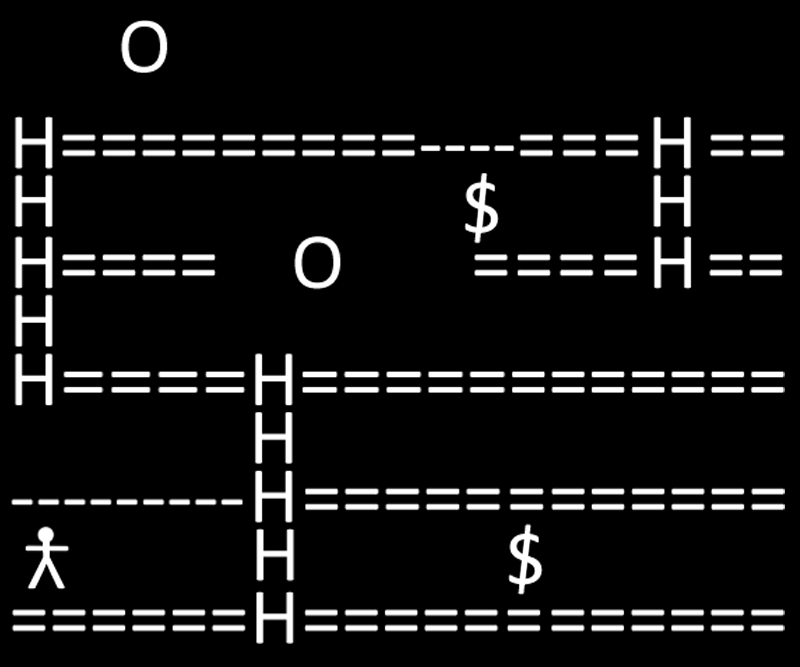
Скриншот игры «Лестница»

где «Н» — это лестница, «О» — камни, «$» — сокровища, «=» бетонный пол, «-» пол, который может провалиться.